# المدرسة المرينية (سلا)
المدرسة المرينية بسلا، و مدرسة أبو الحسن المريني، مدرسة الطالعة، هي مدرسة أسسها السلطان المريني أبو الحسن المريني سنة 1341م . وكانت المدرسة تدرس أصول الفقه والآداب واللغة والفلسفة والطب والحرف الصناعية، وبلغ عدد أساتذتها في أوج ازدهارها 100 أستاذ. ومن أشهر العلماء والمشايخ الذين مروا من هذه المدرسة لسان الدين ابن الخطيب وعبد الله مغيث وأحمد بنعاشر. وهي واحدة من أصغر المدارس التاريخية بالمغرب حيث لا تتجاوز مساحتها 180مترا مربعا. وعرفت هذه المدرسة عدة عمليات إصلاح وترميم في عهد الحماية وبعد الاستقلال، حافظت على جميع مرافقها الأصلية، وفقا للطريقة العلمية لترميم الآثار المتعارف عليها دوليا.

## التاريخ
بنيت في عهد السلطان أبو الحسن المريني، بدأ البناء سنة 733 هـ، حسبما هو مكتوب على بابها نقشًا في الخشب الذي هو فوق القوس الحجري. وهو ما يوافق 1341 م.

## السياق التاريخي
شهدت الدولة المرينية (القرنين 13–15م) ازدهارًا في بناء المدارس، حيث اعتُبرت وسيلة لنشر العلم وتعزيز المذهب المالكي. في هذا السياق، أمر السلطان أبو الحسن المريني ببناء المدرسة المرينية بسلا عام 1333م، وتم الانتهاء منها عام 1341م. وقد أُقيمت بجوار المسجد الأعظم في حي الطالعة، مما يعكس أهمية الموقع في الحياة الدينية والعلمية للمدينة.

## العمارة والزخرفة
رغم صغر حجمها، تُعتبر المدرسة المرينية بسلا من أروع نماذج العمارة المرينية. تتكون من ساحة مستطيلة (حوالي 8.6 × 4.9 متر) تتوسطها نافورة للوضوء، وتحيط بها أربعة أروقة تحتوي على غرف للطلبة موزعة على طابقين. تتميز الزخارف بتنوعها ودقتها، حيث تشمل الزليج الملون، الجص المنقوش، والخشب المنحوت. كما تُزين الجدران كتابات كوفية متعددة الألوان، مما يُضفي على المكان جمالية فريدة.

## الوظيفة التعليمية والدينية
كانت المدرسة مركزًا لتعليم العلوم الشرعية واللغوية، مثل الفقه، النحو، البلاغة، والمنطق. كما استُخدمت لإيواء الطلبة الوافدين من مختلف مناطق المغرب. وقد زارها الأديب الأندلسي ابن الخطيب بعد افتتاحها، وذكر أنها كانت تعج بالعلماء والشعراء.

## الترميم والحفاظ
خضعت المدرسة لعدة عمليات ترميم، أبرزها في عهد الحماية الفرنسية بين عامي 1921 و1924، حيث تم تصنيفها ضمن التراث الوطني عام 1922. كما شهدت ترميمًا شاملًا بين عامي 2001 و2005 من قبل وزارة الثقافة المغربية، بهدف الحفاظ على هذا الإرث التاريخي والمعماري.

## الهندسة

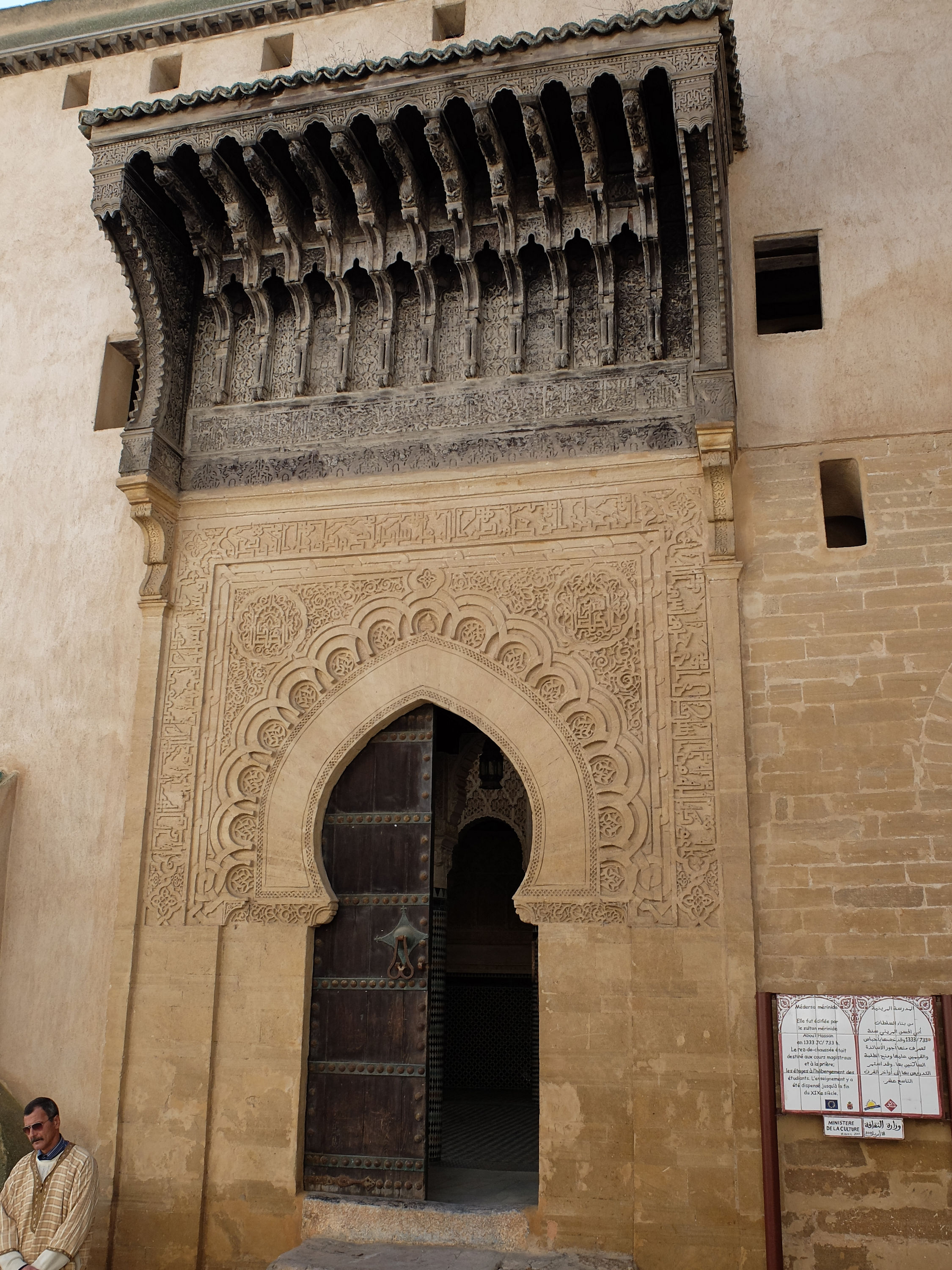
مدخل مدرسة أبي الحسن، الفترة المرينية في سلا

هذه المدرسة _ من المدارس التي بناها السلطان الأسعد أبو الحسن المريني بأمصار مملكته، وهي وحدها شاهدة بقوة ملكه وعظم همته _ من أحسن المدارس شكلا ورونقا، وأرفع المباني القديمة وأتقنها وضعا وإحكاما ولطفا وظرفا، وقد أودعها الصناع من بديع الصنائع ما لا مزيد عليه من الحسن والإتقان.
و قد فرشت هذه المدرسة بالزليج القديم الرفيع بصنعة عجيبة، وأدير بحيطانها وسواريها حزام يزيد على الذراعين من الزليج المذكور، واتصل به حزام قدر أربعة أصابع دائر بحيطان المدرسة كلها، مكتوب نقشا في الزليج قصيدة دالية تضمنت مدح بنيها السلطان أبي الحسن المريني والدعاء له وذكر محاسن المدرسة.
و في قناطر الخشب العليا الملاصقة لأعلا الحلقة كتابة بحروف كبيرة اشتملت على التعوذ والبسملة وعلى أبيات فيها مدح السلطان.

## مكتبة الصور

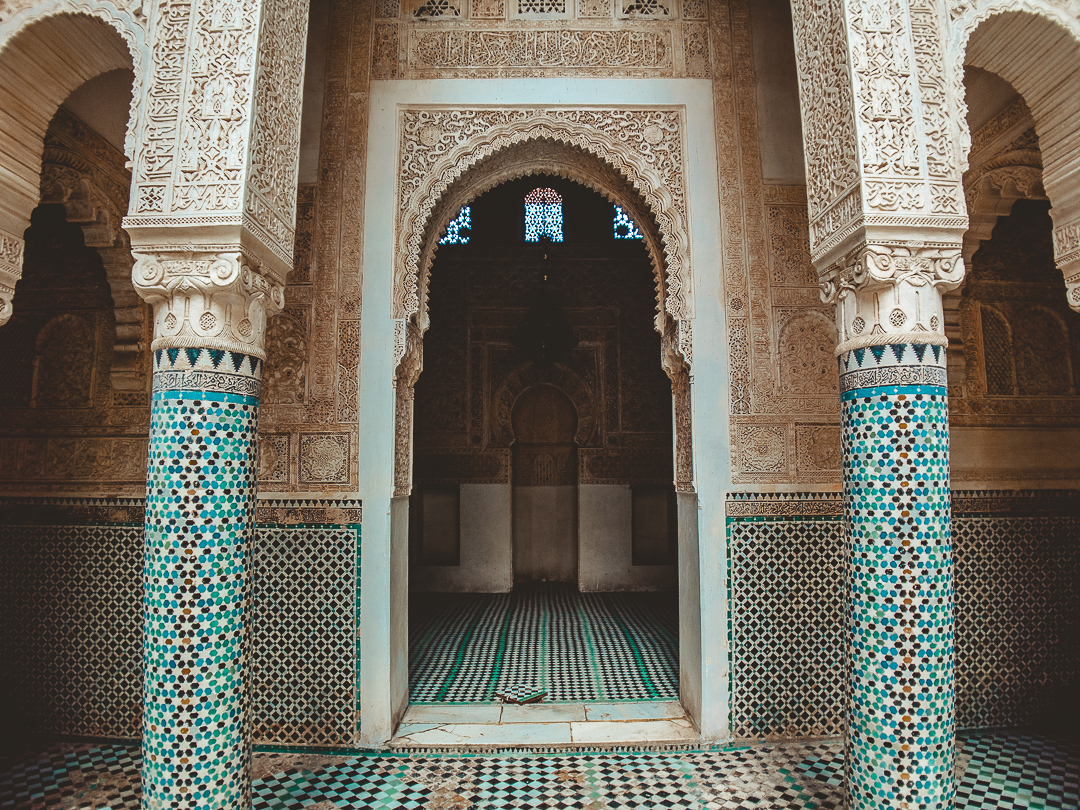
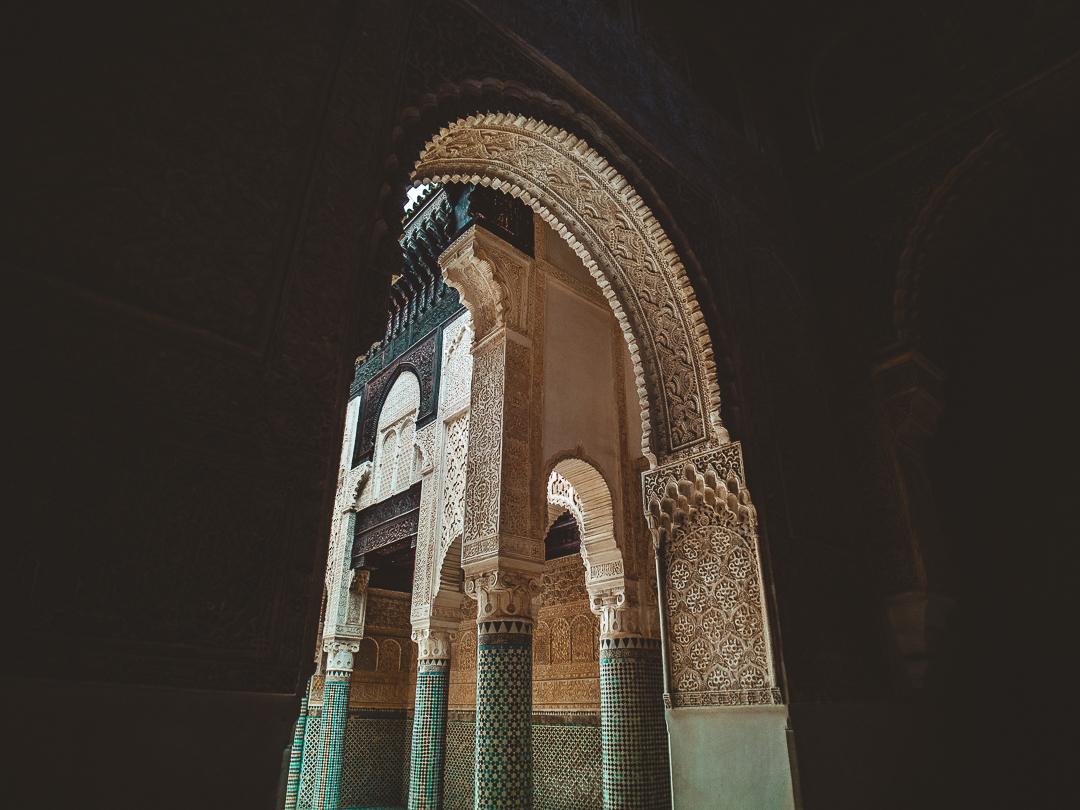
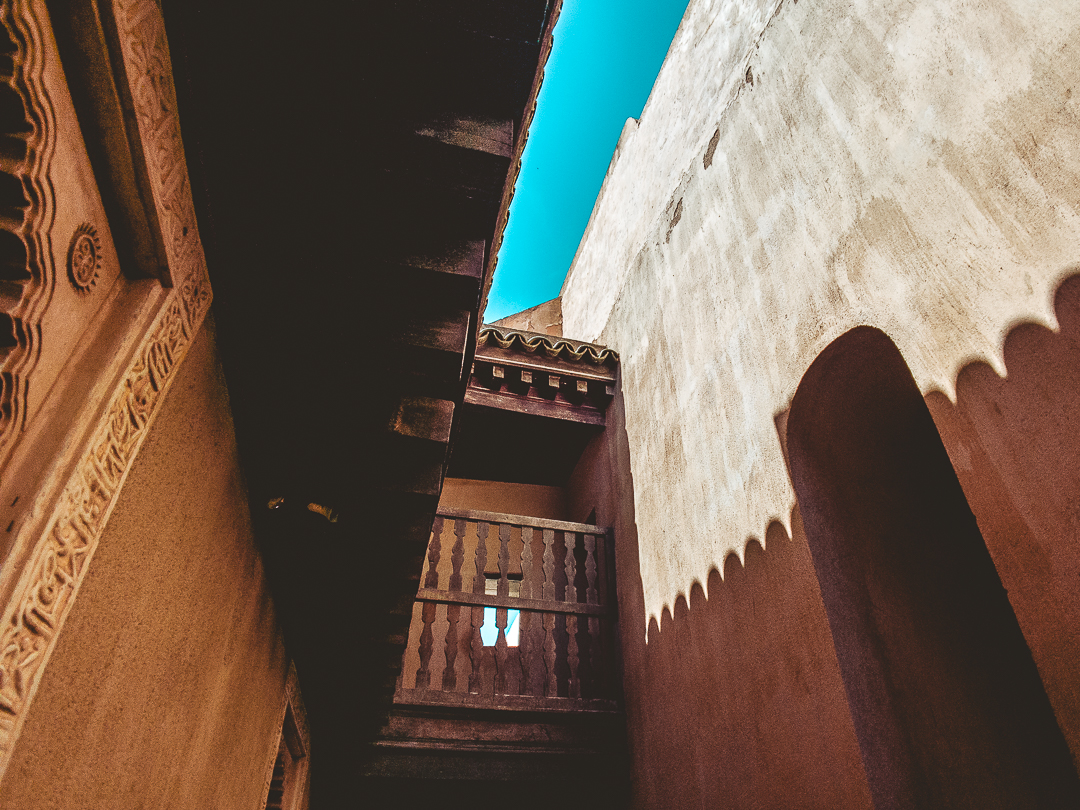
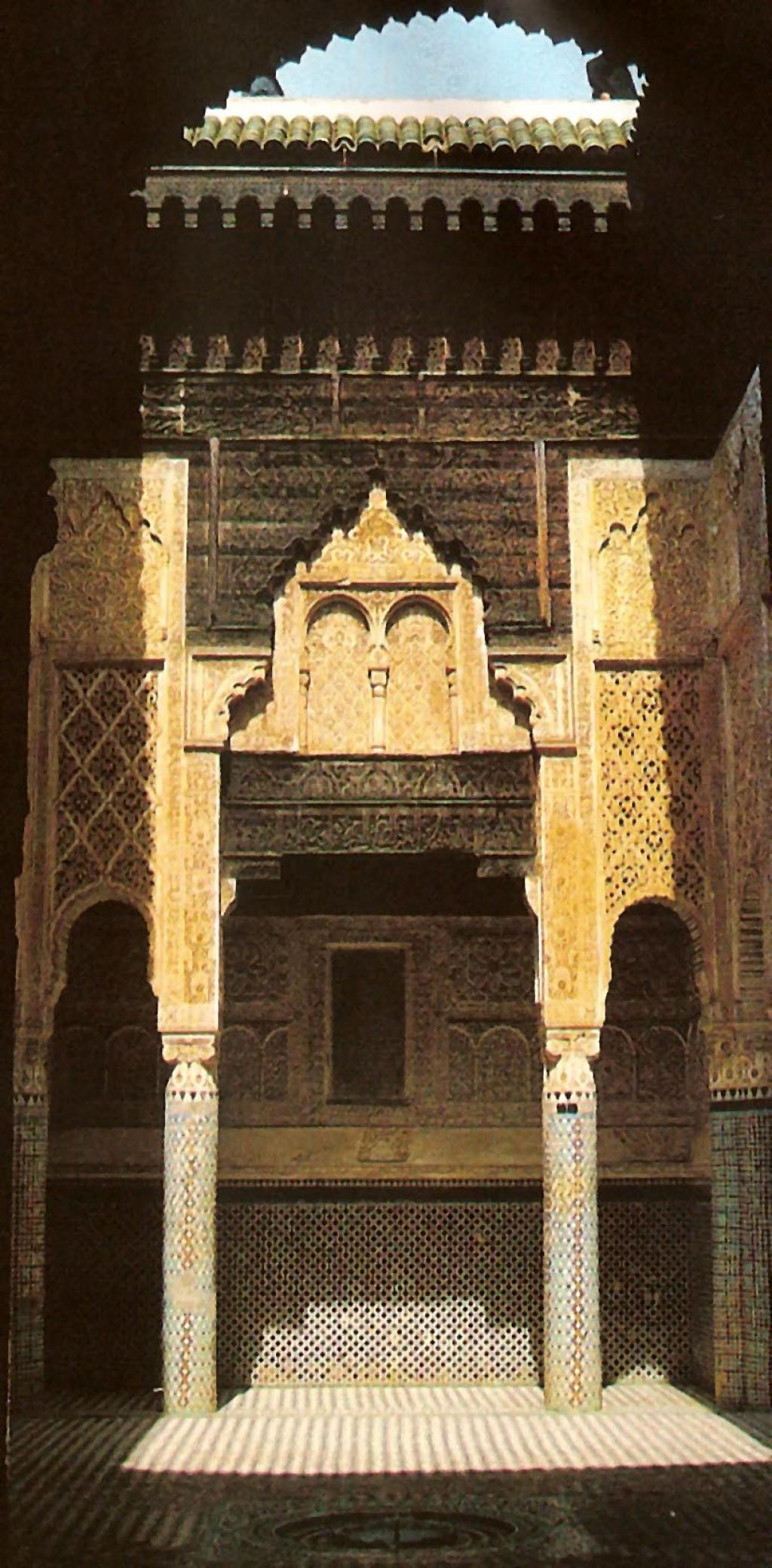
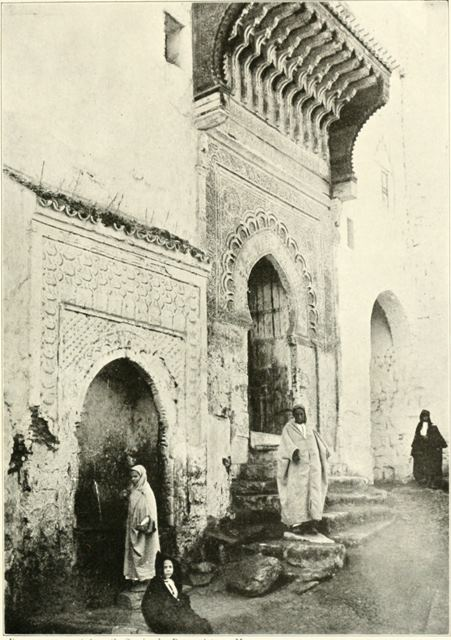
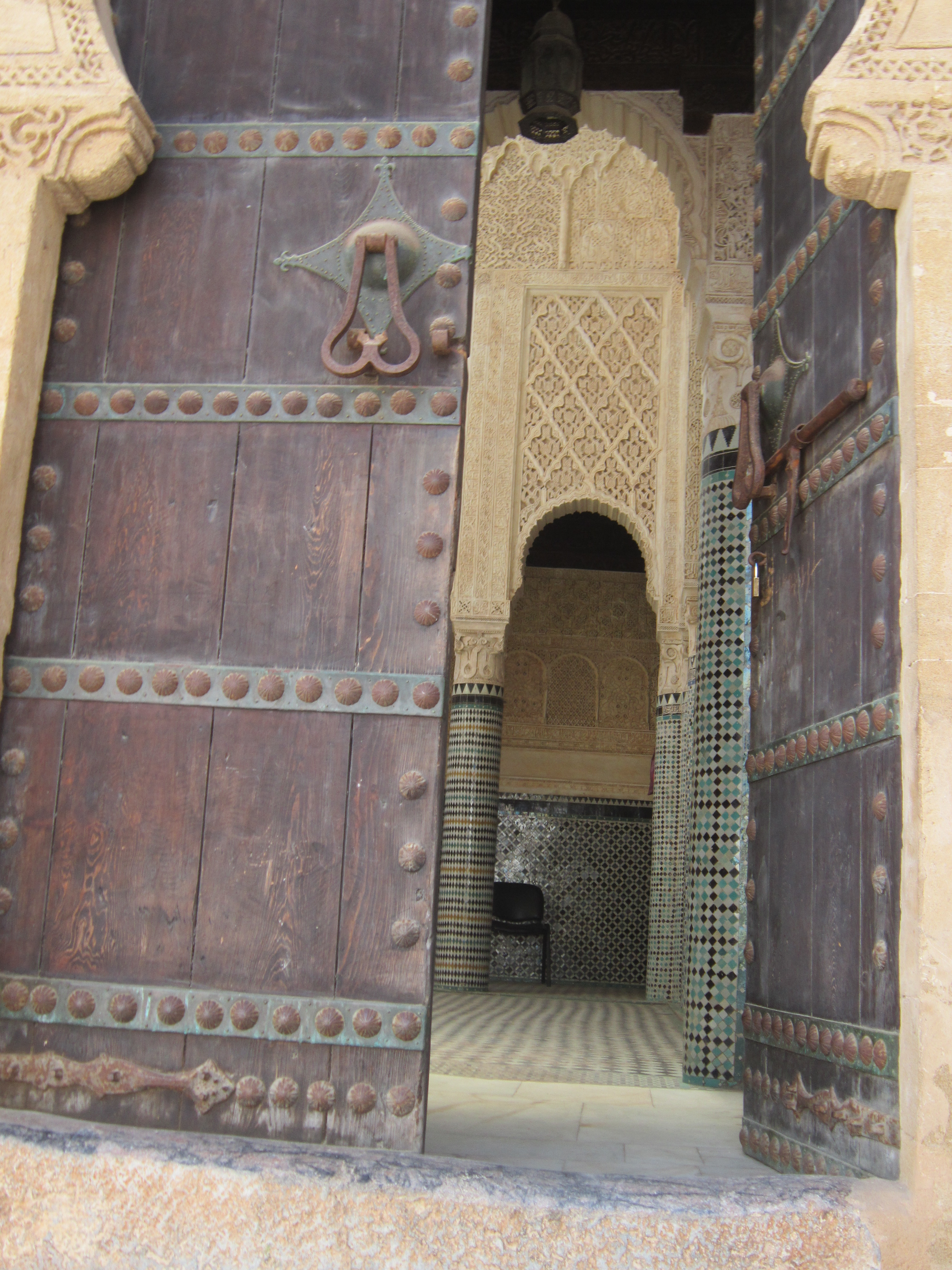
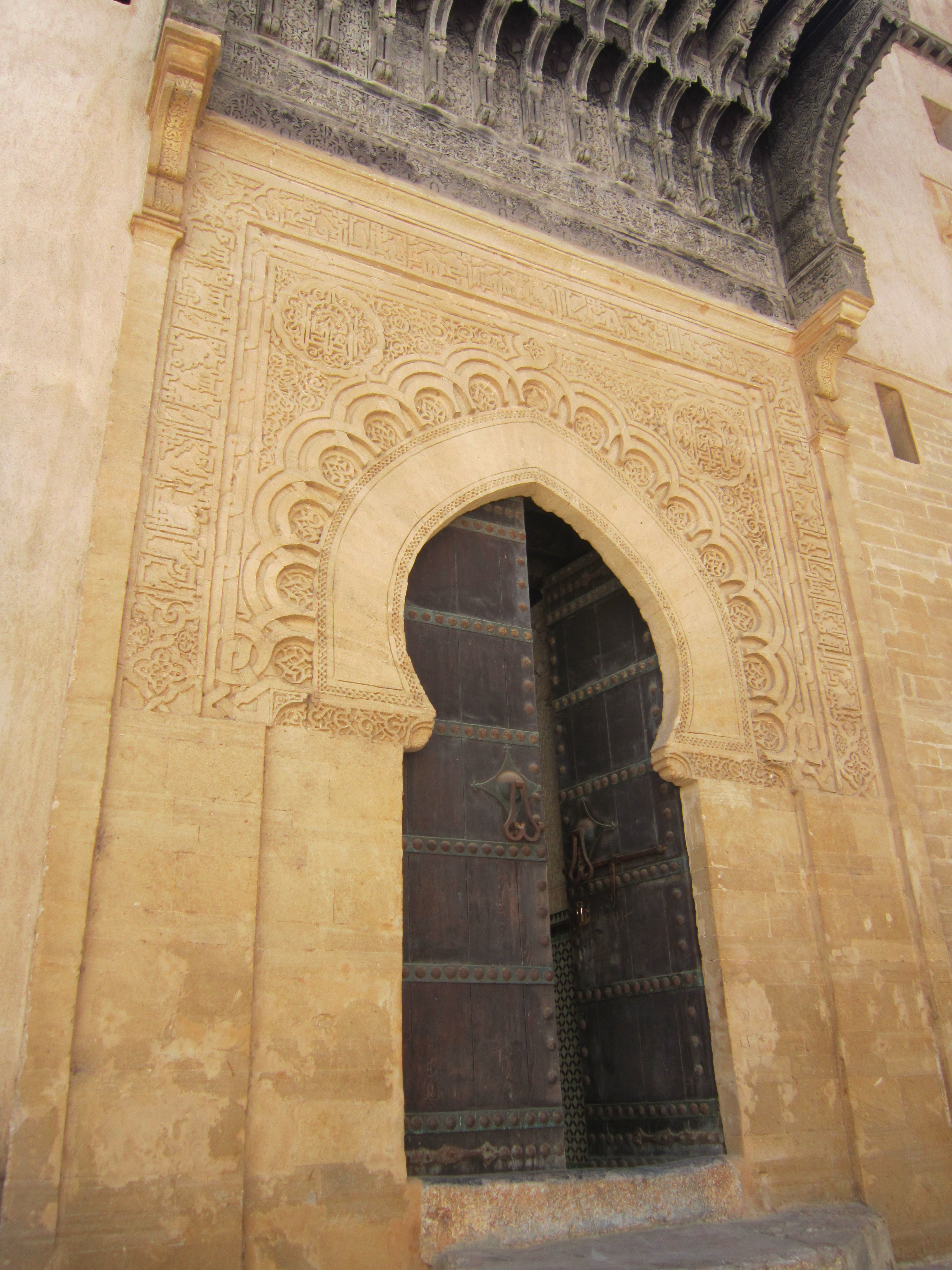
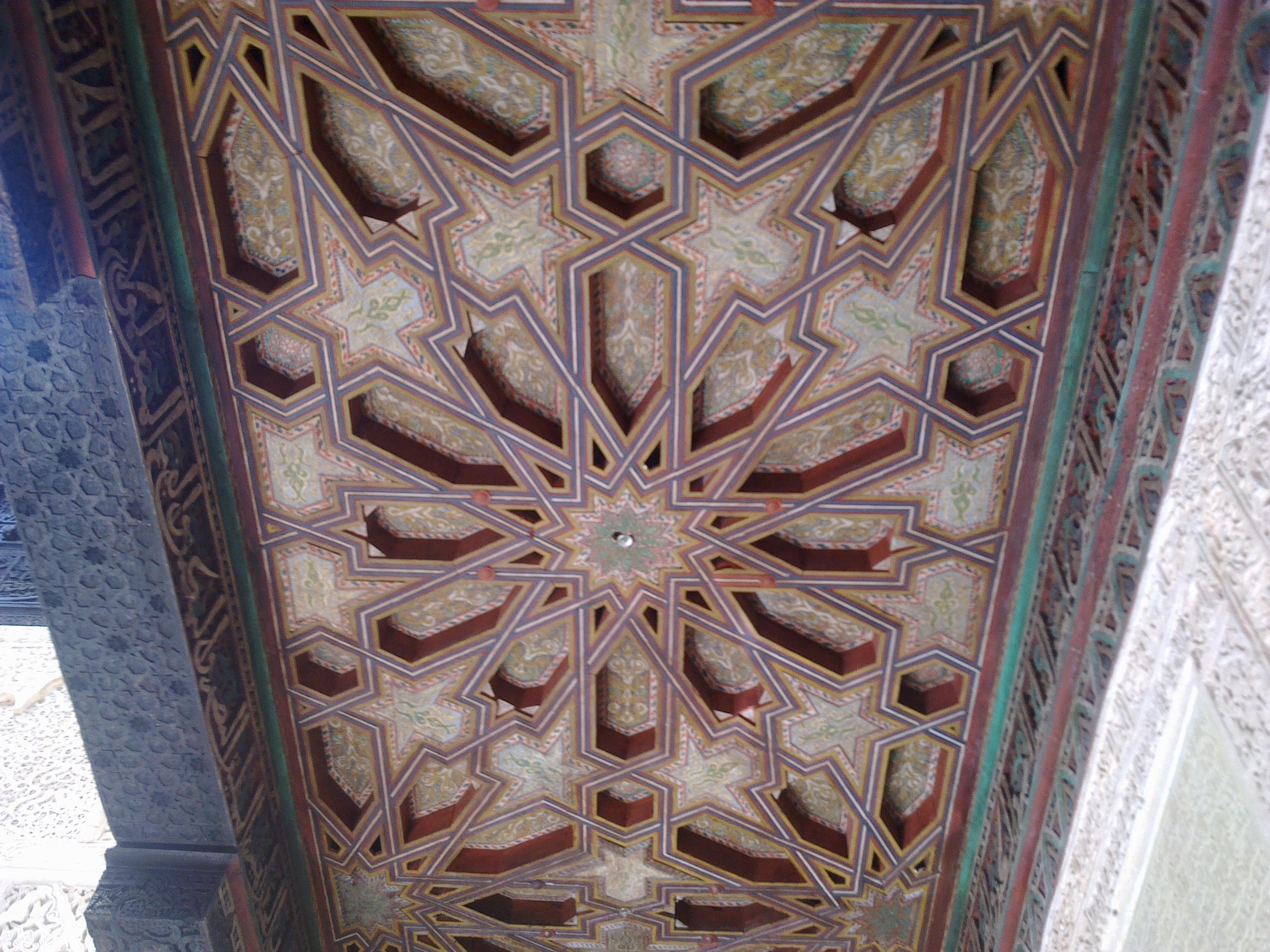
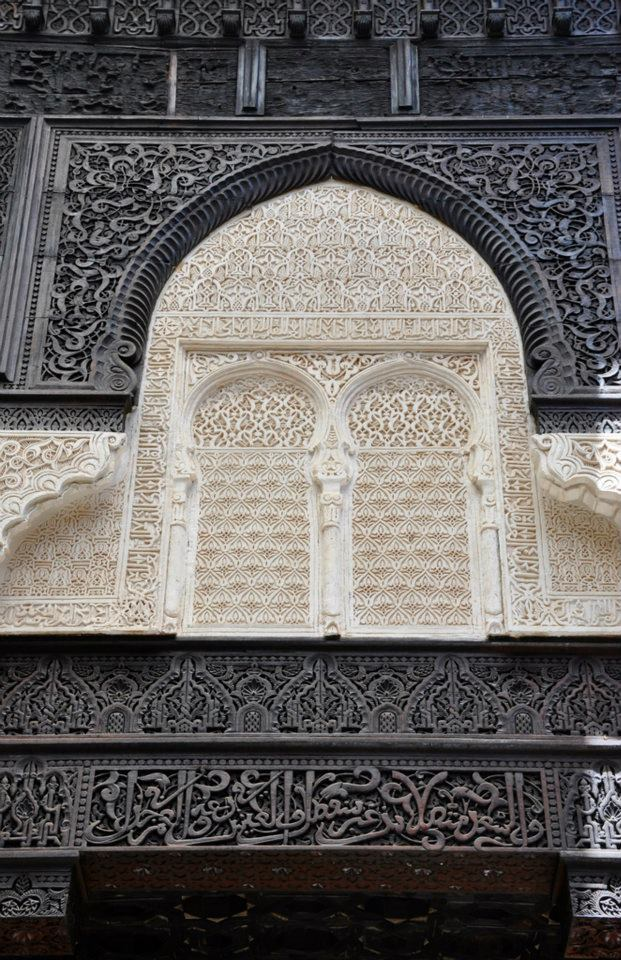
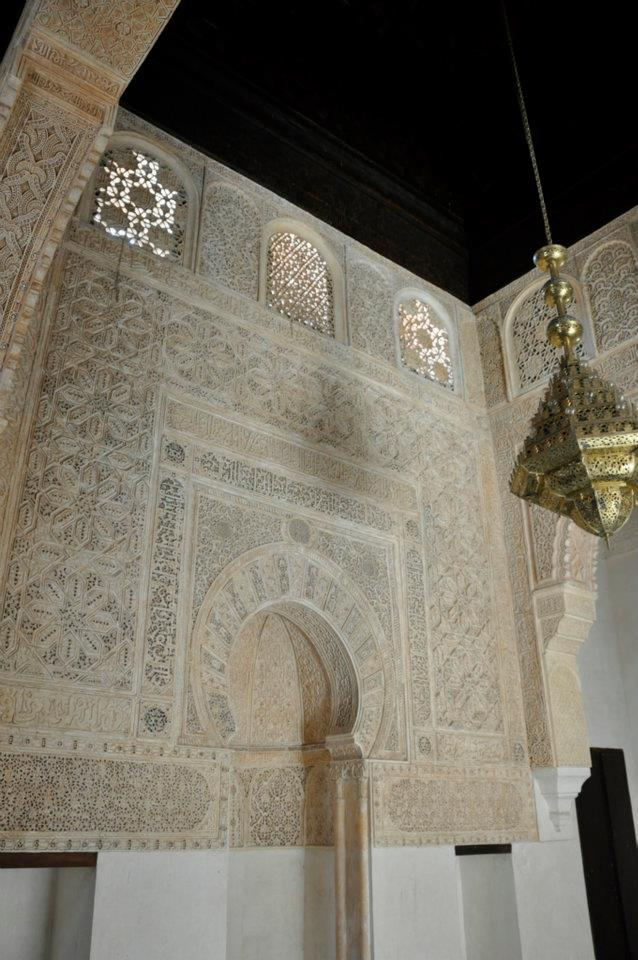
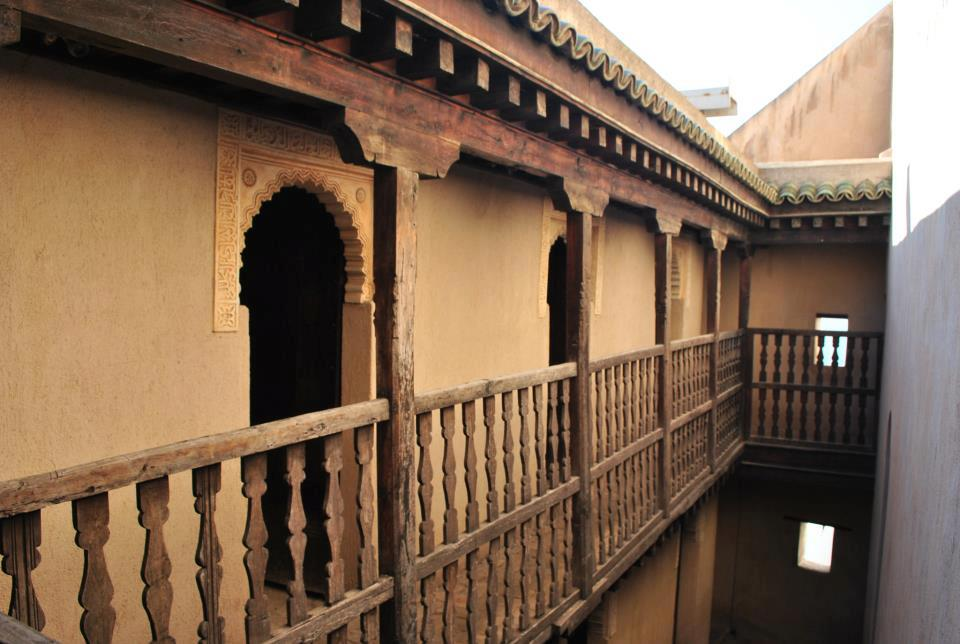
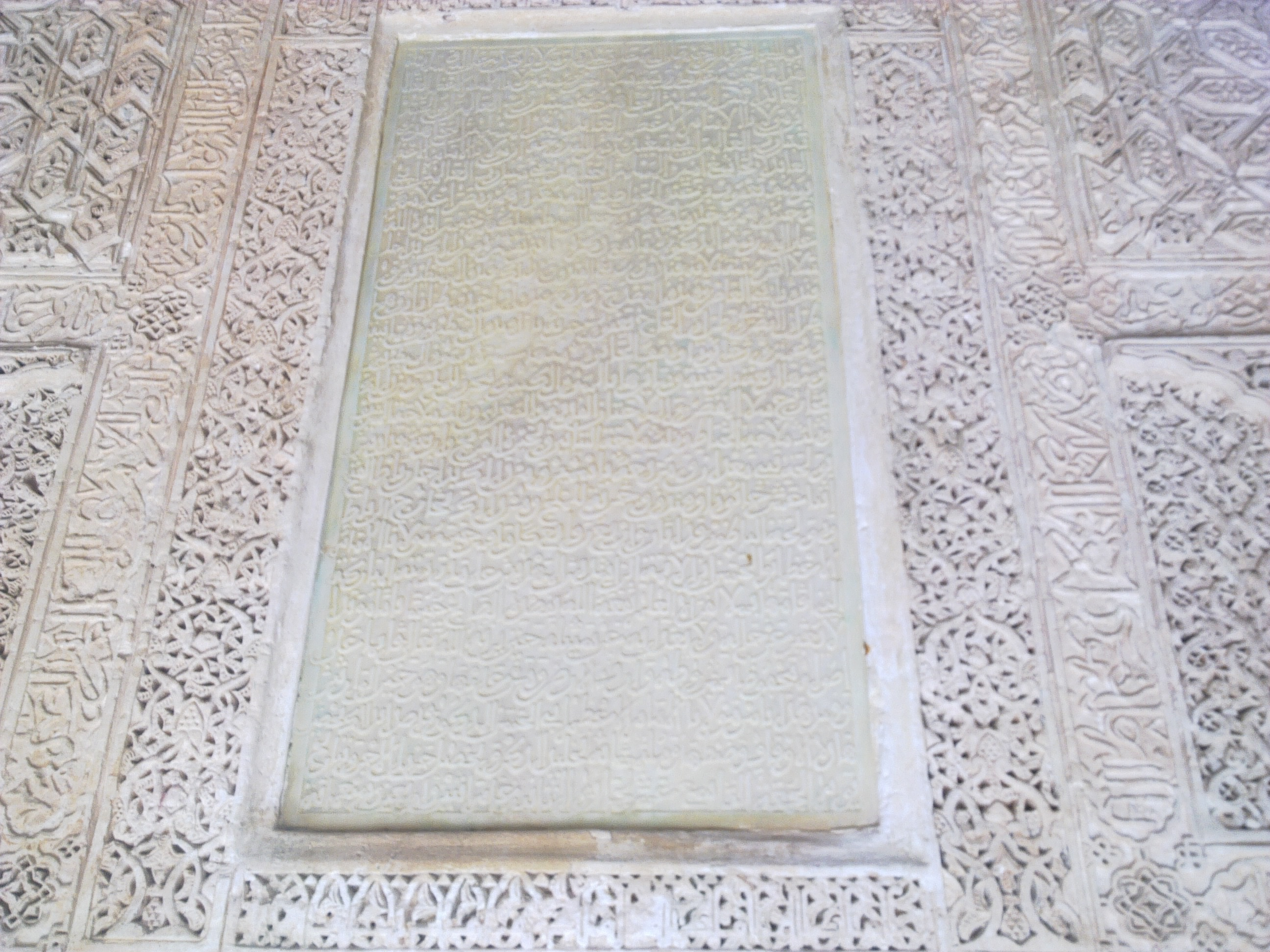
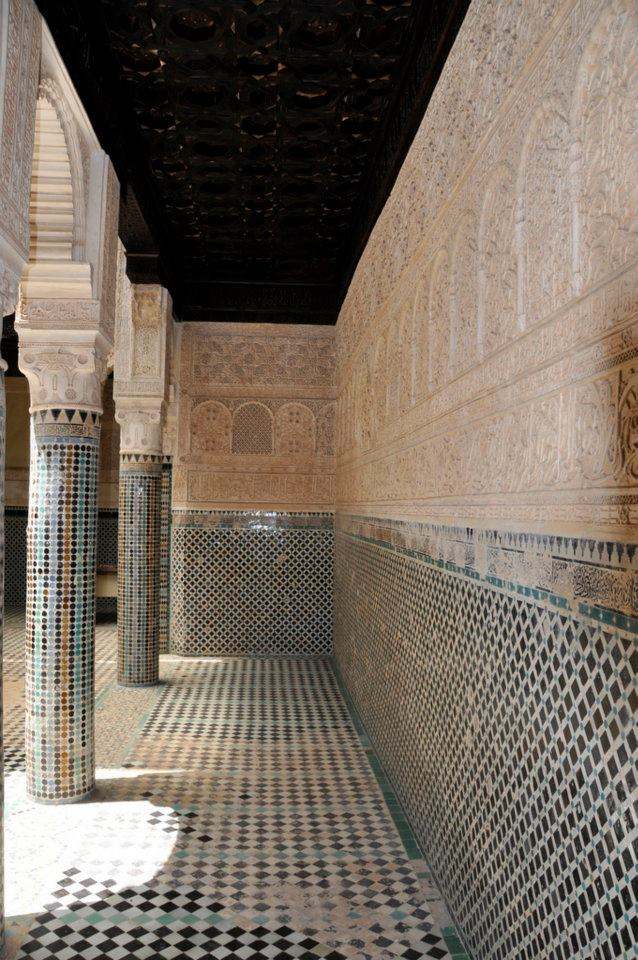